# Monsieur de Sérisy
Monsieur de Sérisy est un personnage de La Comédie humaine d’Honoré de Balzac. Né en 1765, il est le fils du premier président du Parlement. Monsieur de Sérisy est lui-même conseiller au Grand Conseil de 1787. Pendant la Révolution, il n'émigre pas et il se retire dans sa terre de Sérizy près d'Arpajon. Il est ensuite membre du conseil des Cinq-Cents et du conseil d'État.
En 1806, il épouse la très riche Léontine Gaubert, veuve du général Gaubert, née Léontine de Ronquerolles, qui devient célèbre par ses frasques dans Splendeurs et misères des courtisanes, et Illusions perdues où elle éblouit madame de Bargeton qui pense qu’elle règne sur le tout-Paris, alors qu’elle ne règne que sur des cercles inférieurs et qu’elle n’a jamais pu se faire admettre chez les Grandlieu.
Léontine de Sérizy est reçue presque partout et on lui prête un pouvoir mystérieux (son frère, le marquis de Ronquerolles fait partie des Treize). Monsieur de Sérizy devient ainsi le beau-frère de Ronquerolles et bientôt il reçoit tous les honneurs : vice-président du Conseil d'État, pair de France et ministre d'État. En 1819, dans Le Père Goriot, il est en relation avec la vicomtesse de Beauséant et le général de Montriveau.
Mais ces honneurs ne le consolent pas du désamour de sa femme, Léontine, qui lui préfère toujours quelque autre amant. Monsieur de Sérisy, follement amoureux de sa femme, en souffre énormément. Le comte va même jusqu’à la réconforter lorsqu’elle a des chagrins d’amour. L'homme est par ailleurs frappé d'une maladie de peau qui le défigure et qui ne guérira que vers 1838 à la fin de Un début dans la vie.
En 1821, il charge Hippolyte Schinner de la décoration de son château et, l'année suivante, le peintre lui recommande pour ces travaux un ami peintre : Joseph Bridau. Au cours de ce voyage en voiture, de Paris à Presle, dans le coucou du père Pierrotin, Oscar Husson raconte les malheurs de la vie privée du comte qu'il n'a pas reconnu dans la voiture. Monsieur de Sérisy, furieux, brise la carrière de ce garçon, avant de le recommander malgré tout au duc de Maufrigneuse. Le comte est aussi très retors en affaires et il déjoue les plans de son régisseur de domaine, Moreau, pendant ce même séjour à Presle.
En 1828, dans L'Interdiction, habitué du salon de la marquise d'Espard, il appuie la démarche de monsieur de Granville  et d'Octave de Bauvan auprès du garde des sceaux. La marquise d'Espard le hait, sachant qu'il est un des responsables de la perte de son procès.
En 1829, dans Le Contrat de mariage, il fait partie de l'équipe politique de Henri de Marsay. En 1830, il soutient Lucien de Rubempré avec l'aide de son ami le juge Granville, et il tente de consoler Léontine de Sérisy, amoureuse folle de Lucien et désespérée par sa mort.
Vers 1838, dans Un début dans la vie, il obtient pour Oscar Husson la recette des impôts de Pontoise afin de le récompenser d'avoir sauvé la vie de son fils lors de la conquête de l'Algérie. Il meurt peu après.

Monsieur de Sérisy apparaît aussi dans :
- La Rabouilleuse
- Les Paysans
- La Cousine Bette
- Honorine
- Les Employés ou la Femme supérieure

Pour les références, voir :
- Liste alphabétique des personnages d'Honoré de Balzac